# Света Богородица (Фариш)
„Света Богородица“ (на македонска литературна норма: „Света Богородица“) е възрожденска православна църква в тиквешкото село Фариш, централната част на Северна Македония. Част е от Повардарската епархия на Македонската православна църква.

## Местоположение
Църквата е гробищен храми, разположен на 300 m югозападно от селото.

## История
Според надпис на стенописите, църквата се датира в 1873 година. В двора на църквата в 1912 година е погребан убитият на 4 май 1912 година български революционер Пере Тошев. В 1994 година костите му са препогребани в „Благовещение Богородично“ в Прилеп.

## Архитектура
Църквата е голяма, еднокорабна сграда. Западната стена е изписана със стенописи отвън. Изписани са и всички вътрешни повърхности на храма и в наоса и в олтарното пространство. Украсени са и колоните и е запазен оригиналният възрожденски иконостас.

## Стенописи
Автори на живописната украса са дебърски майстори. Автор на стенописната украса е Петър Дебранец от Тресонче и датата на изписване е 1873 година. Името му се споменава на един по-малък надпис високо в северната част близо до свода, на едно интересно изображение от две части - „Христос буди апостолите от сън“ и „Молитва Христова“. В левия ъгъл на изображението има надпис:
| „ | Изъ руки Петре Дебранецъ ѿ село Тресанче 1873. | “ |

На западната външна стена е изписано „Второто пришествие Христово“ („Страшният съд“), но състоянието на живописна е много лошо. Във вътрешността цели композиции от живописта са повредени. Запазени са Рождество Христово, Сретение Господне, Възкресение Лазарево, Преображение, Ангел се явява на Захарий в олтара, Възнесение Господне, Христос буди апостолите и Молитва Христова, Неделя Цветоносна, Тайната вечеря и други по-малки сцени. Стенописите в долните зони са избледнели. На наполовина разпадналия се дървен таван е изобразено звездното небе и Христос Вседържител. Стенописите се отличават с просто, но съразмерно представяне на фигурите без много украси и детайли на фигурите. Лицата не са драматични и липсват психологически измерения.
- Стенописи
- „Сретение Христово“
- „Неделя Цветоносна“
- „Тайната вечеря“

## Иконостас
Иконостасът е триредов и завършва с Кръста на Разпятието, поставен на основа от два змея на крака, обърнати един към друг с допрени глани, и още по един змей от двете страни по гръб и с по една икона на Свети Йоан Богослов и Света Богородица в устата. В изписването на иконите е вложено по-голямо майсторство и внимание към детайла на украсата и психологическия израз. Автор на иконостаса е Никола Кръстев. На лявата олтарна врата с изображение на Архангел Михаил, в долния край на вратичката има подпис и дата:
| „ | Сиѧ естъ икона ѧ приложи Иѡванъ Неда Силѧнъ Стоѧнко Ангеле даиме напомошъ. 1880: Априлїа = 18 г, Зуграфъ Нікола Крстев ѿ Лазорополе. | “ |